# 神道大意
神道大意（しんとうたいい）は、中世・近世において様々な神道家によって書かれた神道書の書名である。
その中で最な著名ものは、文明18年（1486年）に吉田兼倶が足利義政のために著した、吉田神道（唯一神道）の要旨を略述したものである。また、兼倶の曾孫に当たる吉田兼見によるものや、兼倶の先祖の吉田兼直のものも著名である。ただし、兼直撰とされているものは、実際には兼倶による偽作とみられている。